# Fred Coe
Fred Coe (* 23. Dezember 1914 in Alligator, Mississippi; † 29. April 1979 in Los Angeles, Kalifornien) war ein US-amerikanischer Film-, Theater- und Fernsehproduzent, Regisseur und Drehbuchautor.

## Leben
Coe studierte an der Yale Drama School in den Jahren 1938 bis 1940. Zuvor studierte am Peabody College in Nashville. Er begann seine Fernsehlaufbahn bei der National Broadcasting Company 1945 in New York City. Coe produzierte dort ab 1946 mehrere Live-Programme, wie z. B. Philco Television Playhouse, für das er auch als Regisseur tätig war. Zudem inszenierte er einige Fernsehfilme. 1957 wechselte er zu CBS. Ebenfalls in den 1950er begann er mehrere Stück am Broadway zu produzieren. Er blieb bis in die 1970er als Theater-, Film- und Fernsehproduzent tätig.
1966 verfasste er das Drehbuch für den Film Dieses Mädchen ist für alle.
Für den Film Tausend Clowns war Coe 1966 in der Kategorie Bester Film für den Oscar nominiert. Der Film war zugleich sein erster Kinofilm, den er auch als Regisseur inszenierte.
1956 sowie posthum 1980 wurde er jeweils mit einem Emmy ausgezeichnet.
Coe war zwei Mal verheiratet, aus jeder Ehe gingen je zwei Kinder hervor.

## Filmografie (Auswahl)

### Als Produzent
- 1958: Einer muß dran glauben (The Left Handed Gun)
- 1962: Licht im Dunkel (The Miracle Worker)
- 1965: Tausend Clowns (A Thousand Clowns)

### Als Regisseur
- 1965: Tausend Clowns
- 1968: Ich, Natalie (Me, Natalie)